# Jerry Brown
Edmund Gerald Brown Jr., detto Jerry (San Francisco, 7 aprile 1938), è un avvocato e politico statunitense, Governatore della California dal 1975 al 1983 e poi nuovamente dal 2011 al 2019. In precedenza ha svolto molti altri ruoli di governo in California, come quello di Procuratore Generale, Segretario di Stato e sindaco di Oakland.
È stato governatore della California per quattro mandati non consecutivi, nonché figlio di Pat Brown, anch'egli governatore dello stesso stato dal 1959 al 1967. Brown aveva già ricoperto questa carica dal 1975 al 1983 (il sesto più giovane governatore che questo stato ha avuto) e ancora nel 2011, fu sindaco della città di Oakland dal 1999 al 2007 ed è stato eletto alla carica di procuratore generale della California nel novembre 2006, carica mantenuta sino alla sua terza elezione, non consecutiva, alla carica di governatore.
Partecipò alle primarie del Partito Democratico per le elezioni presidenziali del 1976, del 1980 e del 1992, così come tentò di accedere al Senato degli Stati Uniti nel 1982, ma senza successo. Nel febbraio 2009 ha annunciato che si sarebbe candidato nuovamente per la carica di governatore della California. Ha vinto le elezioni del 2 novembre 2010 e ha assunto le funzioni di governatore il 3 gennaio 2011.

## Biografia

### Infanzia e istruzione
Jerry Brown, nato a San Francisco, è figlio di Pat Brown, ex governatore della California e di Bernice Brown. Dopo aver studiato presso la Università di Santa Clara, entrò in un seminario di Gesuiti, con l'intenzione di diventare prete, ma lo abbandonò nel 1960, sei giorni prima di prendere i voti, e riprese gli studi presso la Università della California a Berkeley, prima di laurearsi in giurisprudenza presso l'Università Yale nel 1964.

### Carriera giuridica e avvento in politica
Dopo la laurea, Jerry Brown si trasferì a Los Angeles e collaborò con lo studio legale Tuttle & Taylor. La sua prima azione politica si svolse nel 1968, durante una manifestazione contro la guerra in Vietnam. Nel 1970 diventò il 24° Segretario di Stato della California, il che lo rese capo dell'Ufficio elettorale e degli archivi di Stato. Brown portò con successo, dinanzi alla Corte Suprema della California, la Standard Oil of California, la International Telephone and Telegraph, la Gulf Oil e la Mobil, con l'accusa di violazione delle leggi sul finanziamento delle campagne elettorali.

### Governatore della California (1975-1983)
Il 5 novembre 1974, Jerry Brown fu eletto Governatore della California e nel gennaio del 1975, successe a Ronald Reagan.
Fortemente contrario alla guerra del Vietnam, Brown era molto popolare tra i giovani liberali che dominavano la scena politica, il che non gli impedì tuttavia di adottare alcune posizioni conservatrici. Così disse, ad esempio, riguardo alla legge e all'ordine: "Torniamo alla vecchia idea che un individuo è responsabile delle sue azioni".
Il giorno dopo la sua elezione, rinunciò a molti dei privilegi e dei vantaggi connessi alla sua funzione, rifiutando ad esempio di vivere presso la residenza dei Governatori appena costruita, preferendo un modesto appartamento all'angolo tra la 14° e N Streets, adiacente al Capitol Park di Sacramento. Rinunciò inoltre, al contrario dei suoi predecessori, alla limousine e all'autista e decise di andare al lavoro guidando un'automobile dello Stato, una Plymouth Satellite berlina.
Jerry Brown, durante i suoi otto anni in carica (fu infatti rieletto nel 1978), ha mostrato un particolare interesse per le questioni ambientali. Brown riorganizzò anche il California Arts Council, incrementando i suoi finanziamenti del 1.300%. Nel 1975, ottenne l'abrogazione della "indennità di esaurimento", un'agevolazione fiscale a vantaggio delle compagnie petrolifere californiane. Bisogna inoltre ricordare che Brown ha nominato il primo uomo di colore (Wiley Manuel), la prima donna (Rose Bird) e il primo Latino (Cruz Reynoso) alla Corte Suprema della California.
Come suo padre, Jerry Brown è fortemente contrario alla pena di morte e da governatore nominò alla Corte Suprema dello Stato alcuni giudici contrari alla pena capitale, tra cui Rose Bird. Nel 1977 pose il veto al ripristino della pena di morte, che il Congresso di Stato annullò con una maggioranza qualificata. Nel 1986 Rose Bird e altri due giudici nominati da Brown, sono stati sollevati dal loro incarico a seguito di una votazione.

### Le primarie democratiche del 1976
Quando era governatore, Brown partecipò due volte alle primarie democratiche per la presidenza. La prima volta, nel 1976, tentò di bloccare la nomina di Jimmy Carter, candidandosi relativamente tardi, a marzo, quando le primarie erano già cominciate ed alcuni candidati avevano iniziato la propria campagna elettorale da più di un anno. Vinse le primarie nel Maryland, nel Nevada e nel suo stato natale, la California. Nonostante queste vittorie iniziali, fu ampiamente superato da Jimmy Carter, arrivando terzo nella corsa per la nomina.

### Le primarie democratiche del 1980
Jerry Brown si presentò una seconda volta, durante le primarie democratiche del 1980, quale concorrente diretto del Presidente in carica Jimmy Carter. La sua campagna elettorale era fondata su tre punti principali: l'invito alla creazione di un'assemblea costituente per ratificare un emendamento di pareggio del bilancio, la promessa di aumentare i fondi per il programma spaziale, e dopo l'incidente nucleare di Three Mile Island, una chiara opposizione al programma nucleare.
In risposta alla crisi petrolifera del 1979, si dichiarò a favore di un finanziamento atto all'incremento della ricerca sull'energia solare. Appoggiò l'idea di un servizio civile obbligatorio, e suggerì al Dipartimento della Difesa di tagliare le truppe di supporto, rinforzando al contrario il numero delle truppe da combattimento.
Nonostante ciò, il risultato delle elezioni fu tutt'altro che brillante e Brown raccolse meno del 10% dei voti.

### Sconfitta elettorale e ritorno alla politica
Nel 1982 Jerry Brown decise di non candidarsi, per la terza volta, alla carica di governatore, preferendo correre per un posto al Senato. Fu, tuttavia, sconfitto dall'allora sindaco di San Diego, il repubblicano Pete Wilson. Dopo questo ennesimo fallimento, molti considerarono la carriera politica di Brown definitivamente conclusa. Brown abbandonò temporaneamente la politica recandosi in Giappone per studiare il buddhismo.
In seguito, fece anche visita a Madre Teresa di Calcutta, in India, presso un centro di assistenza per malati. Al suo ritorno dall'estero, nel 1988, annunciò che si sarebbe presentato come candidato segretario del Partito Democratico californiano. Brown fu eletto nel 1989, battendo il banchiere Steve Westly, il futuro vicepresidente di eBay.

### Le primarie democratiche del 1992
Quando, nel 1992, annunciò la sua intenzione di partecipare nuovamente alle elezioni primarie contro il Presidente George H. W. Bush, molte persone, anche interne al suo partito, criticarono aspramente la candidatura, considerata una semplice manifestazione di orgoglio con scarse possibilità di successo. Nel lanciare la sua campagna, disse che avrebbe accettato solo singoli contributi finanziari, a condizione che non superassero i 100 dollari.
La politica fiscale fu al centro della sua campagna. Egli propose di sostituire l'imposta progressiva sul reddito con una cosiddetta flat tax e una imposta sul valore aggiunto, entrambe a tasso fisso del 13%. Tale progetto fu criticato dai suoi oppositori che ritenevano fosse un passo indietro, tuttavia, fu sostenuto dal New York Times, dal New Republic e da Forbes.
Un'ulteriore proposta di innalzamento delle imposte sulle imprese, combinata all'eliminazione di molte agevolazioni fiscali per i più ricchi, incontrò i favori di quella parte di opinione pubblica convinta che il sistema fiscale in vigore fosse ingiustamente a favore delle classi più agiate. Dopo un inizio difficile, egli si affermò quale principale avversario di Bill Clinton, ma raccolse, alla fine, il 20,2% dei voti, arrivando secondo.

### Dopo le primarie del 1992
Nel 1998 Jerry Brown fu eletto sindaco della città di Oakland. Fu rieletto con oltre il 60% dei voti nel 2002. Nel 2006, succedendo a Bill Lockyer, fu eletto Procuratore generale della California, il cui compito ufficiale è quello di "garantire che le leggi dello Stato siano uniformemente e adeguatamente applicate" (Costituzione della California, articolo V, punto 13).

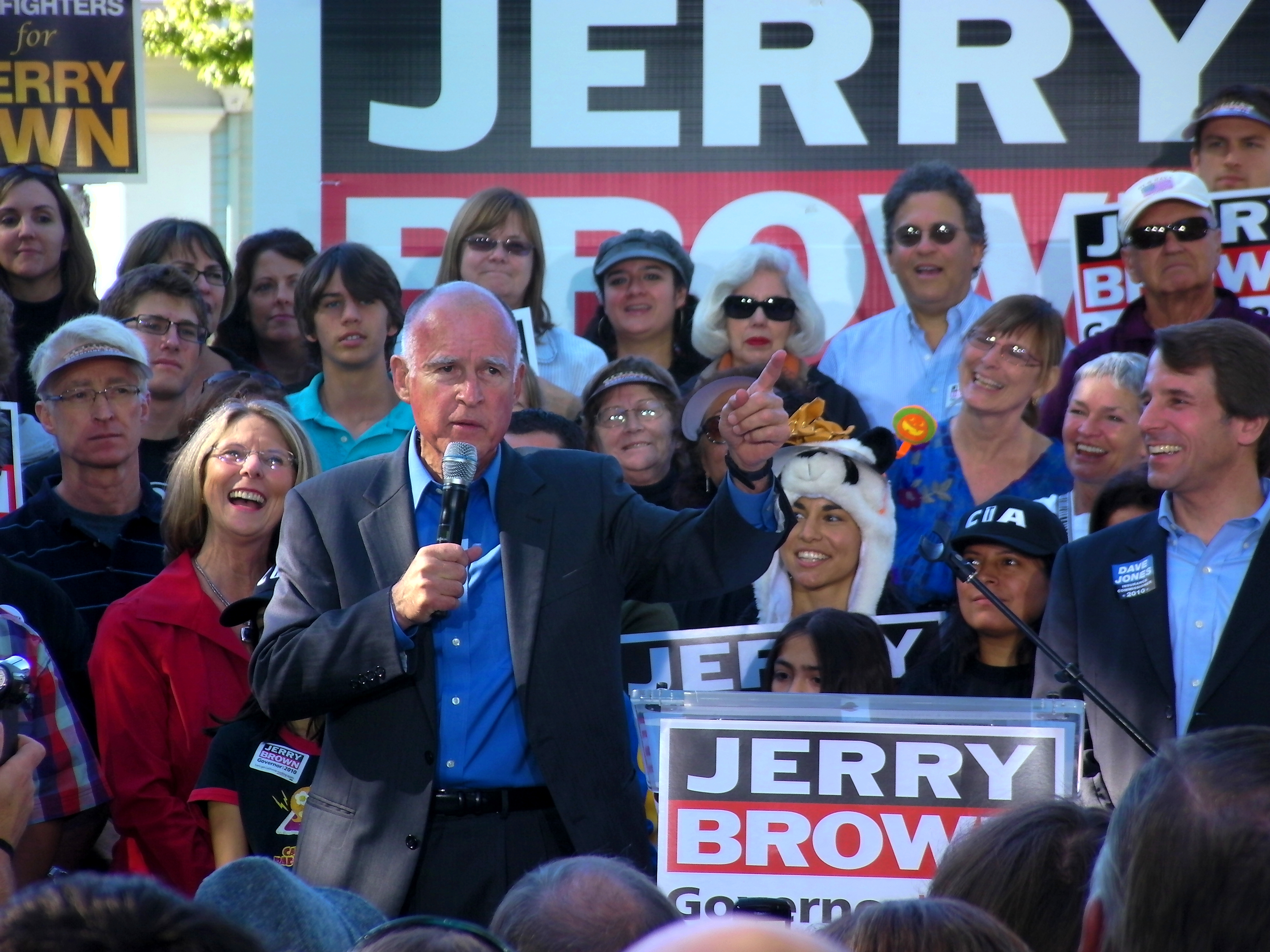
Jerry Brown durante un comizio a Sacramento il 31 ottobre 2010, due giorni prima dell'elezione

### Governatore della California (2011-2019)
Brown ha annunciato la sua candidatura a governatore il 2 marzo 2010. L'avversaria repubblicana di Brown è stata Meg Whitman (ex presidente di eBay). Negli ultimi mesi del 2010, la sua candidatura è stata appoggiata anche da alcuni giornali, come il Los Angeles Times, il Sacramento Bee, e il San Francisco Chronicle. Avendo vinto le elezioni del 2 novembre 2010, Jerry Brown ha prestato giuramento per il suo terzo mandato, non consecutivo, come governatore, il 3 gennaio 2011 subentrando al repubblicano Arnold Schwarzenegger.
Nel 2014 si è ricandidato per un secondo mandato consecutivo che era il suo quarto mandato separato vincendo con il 60% dei voti.